# 香川県道264号田面富田西線
香川県道264号田面富田西線（かがわけんどう264ごう たづらとみだにしせん）は、香川県さぬき市を通る一般県道である。

## 概要

### 路線データ
- 起点：さぬき市大川町田面（香川県道・徳島県道2号津田川島線交点）
- 終点：さぬき市寒川町富田西（筒野西交差点、香川県道140号富田西鴨庄線交点）

## 地理

### 通過する自治体
- さぬき市

### 交差する道路
| 交差する道路                    | 交差する場所 | 交差する場所           |
| ------------------------------- | ------------ | ---------------------- |
| 香川県道・徳島県道2号津田川島線 | 大川町田面   | 起点                   |
| 未供用区間                      |              |                        |
| 香川県道10号高松長尾大内線      | 寒川町石田東 | 寒川町石田高校南交差点 |
| 香川県道140号富田西鴨庄線       | 寒川町富田西 | 筒野西交差点 / 終点    |

### 沿線
- 大北のクワ
- 門入ダム
- 香川県立石田高等学校